# Normativa della cinematografia e del teatro
La normativa della cinematografia e del teatro include il complesso di norme con cui è disciplinato l'esercizio di attività nei settori cinematografico e teatrale.

## Cinema

### Storia
La legge n. 1213 del 1965 Archiviato il 9 maggio 2006 in Internet Archive. (Nuovo ordinamento dei provvedimenti a favore della cinematografia) è stata il primo intervento "indiretto" dello Stato nel settore cinematografico (per intervento "diretto" si intendono invece le operazioni di gestione di imprese, come Cinecittà Holding SpA).
Scopi principali della legge erano quello di fornire un rilevante sostegno economico all'industria cinematografica, in difficoltà nel dopoguerra, nonché quello di promuovere le produzioni italiane (come d'altronde si era già fatto nel Fascismo, con la costruzione di Cinecittà).

Per promuovere il cinema italiano, si è creato, con l'art. 13, l'istituto della programmazione obbligatoria, previo riconoscimento della nazionalità italiana, oltre che di qualità, del prodotto da distribuire nelle sale.
Negli anni successivi si sono susseguite una serie di modifiche alla legge di cui sopra, la importante delle quali è rappresentata dalla legge n. 153 del 1994. Innanzitutto, la programmazione obbligatoria diventa un invito, e non un obbligo, che dà luogo a premi economici per il proiettore. In secondo luogo, si precisano i requisiti di nazionalità (lungometraggi di produzione nazionale e di interesse culturale nazionale).

I benefici per gli esercenti, in particolare, sono erogati in forma di contributi statali e agevolazioni fiscali (una riduzione della base imponibile).
Più recentemente, con la l. n. 137 del 2002 (Delega per la riforma dell'organizzazione del Governo e della Presidenza del Consiglio dei ministri, nonché di enti pubblici), il Parlamento delegava il Governo ad adottare, entro diciotto mesi dalla data di entrata in vigore della presente legge, uno o più decreti legislativi per il riassetto della cinematografia e del teatro (art. 10). La legge, più precisamente, delegava a prendere provvedimenti per razionalizzare gli organismi consultivi, snellire le procedure di liquidazione dei contributi, nonché rivedere il sistema dei controlli sull'impiego delle risorse assegnate.

### Normativa attuale
Il provvedimento governativo è arrivato con il d. lgs. n. 28 del 2004 (Riforma della disciplina in materia di attività cinematografiche), che ha riordinato l'intera materia, e rappresenta la normativa di riferimento attualmente in vigore.

Il decreto ridefinisce, all'art. 5, i requisiti per il riconoscimento di nazionalità, ai fini dell'ammissione ai benefici economici. In deroga, i benefici possono essere estesi anche alle coproduzioni realizzate con imprese estere, purché la quota di partecipazione dell'impresa italiana non sia inferiore al 20% del costo del film.

Il riconoscimento di "interesse culturale" viene rilasciato dalla Commissione per la cinematografia, che può procedere poi a concedere gli incentivi. Sempre presso il Ministero per i Beni e le Attività Culturali è istituito il Fondo per la produzione, la distribuzione, l'esercizio e le industrie tecniche (art. 12), che eroga i contributi e finanzia la produzione di opere filmiche (il "mutuo" di finanziamento va restituito entro tre anni). Il Fondo è gestito da una sezione della Banca Nazionale del Lavoro.

## Teatro
Lo Stato è intervenuto direttamente nel settore teatrale già dal 1942, con la nascita dell'Ente Teatrale Italiano (ETI), altro organismo di istituzione fascista. L'ETI è poi stato riorganizzato con la legge n. 836 del 1978 (Riordinamento dell'Ente Teatrale Italiano).

La legge in esame stabiliva innanzitutto la composizione dell'Ente: un Presidente, scelto fra persone particolarmente qualificate ed esperte nell'attività o cultura teatrale, che convoca e presiede un Consiglio di amministrazione (composto da 21 membri nominati con decreto ministeriale), i cui atti del CdA vengono eseguiti da un Comitato esecutivo. Altre figure previste dalla legge sono il Direttore generale e il Collegio dei Revisori.

I compiti dell'Ente sono dichiarati all'art. 1, e vi rientrano il coordinamento delle attività teatrali, la programmazione di spettacoli, anche tramite la gestione diretta di teatri di proprietà, la promozione del teatro nell'Italia meridionale e insulare, nonché di iniziative italiane all'estero e straniere in Italia.
Nel settore del teatro musicale, invece, lo Stato interviene con i cosiddetti "enti lirici".